# Jozef Malina
Jozef Malina (28. března 1920 Mlynárce – ???) byl slovenský a československý politik, po únorovém převratu v roce 1948 jeden z hlavních funkcionářů Strany slovenské obrody, která byla loajálním spojencem komunistického režimu. Zasedal za ni v poúnorové době i během normalizace v Národním shromáždění ČSR a ČSSR, v Slovenské národní radě a ve Sněmovně národů i Sněmovně lidu Federálního shromáždění.

## Biografie
Pocházel z dělnické rodiny. Vystudoval střední školu. Vyučil se strojním instalatérem. V letech 1939–1941 pracoval jako instalatér v cukrovaru v Nitře. V období let 1941–1944 působil coby úředník okresního soudu v Hlohovci a krajského soudu v Nitře. V letech 1944–1945 byl dobrovolníkem v 1. československém armádním sboru. Po osvobození působil od roku 1945 do roku 1946 u lidového soudu v Nitře. Byl aktivní i politicky. Roku 1945 se stal členem Demokratické strany a byl členem jejího krajského sekretariátu v Nitře. Později je uváděn jako doktor práv.
Po únorovém převratu v roce 1948 patřil k frakci tehdejší Demokratické strany loajální vůči Komunistické straně Československa, která v této straně převzala moc a proměnila ji na Stranu slovenské obrody coby spojence komunistického režimu. Ve volbách do Národního shromáždění roku 1948 získal mandát v parlamentu za volební kraj Nitra. Poslanecké křeslo získal i ve volbách v roce 1954 (volební obvod Prievidza-Partizánske) a volbách v roce 1960 (nyní jako poslanec Národního shromáždění Československé socialistické republiky za Západoslovenský kraj) a v parlamentu setrval až do konce volebního období, tedy do voleb v roce 1964.
K roku 1954 se profesně uvádí jako vedoucí průmyslového odboru na Okresním národním výboru v Nitře.
Ve volbách roku 1964 se stal poslancem Slovenské národní rady.
Během pražského jara v roce 1968 patřil ke konzervativnímu křídlu (podobně jako Jozef Mjartan), zaujal vyčkávací pozici a čelil tlaku části členské základny na obnovu samostatné politiky, nesvázané tolik s linií KSČ. Po invazi vojsk Varšavské smlouvy do Československa pak toto reformistické stranické křídlo bylo politicky zničeno a vytlačeno ze strany. Malina ve své politické kariéře pokračoval i v 70. a 80. letech.
Znovu se do nejvyššího zákonodárného sboru vrátil koncem 60. let po federalizaci Československa, kdy zasedl ve Sněmovně národů Federálního shromáždění. Mandát získal i ve volbách v roce 1971 (za Západoslovenský kraj) a v této komoře zasedal do konce funkčního období, tedy do roku 1976. Ve volbách v roce 1976 byl zvolen do Sněmovny lidu Federálního shromáždění (volební obvod Tlmače) a poslancké křeslo získal také ve volbách v roce 1981 (volební obvod Levice, nyní ovšem evidován jako člen KSČ). V parlamentu zasedal až do konce funkčního období, tedy do voleb v roce 1986.